# Alois Altmann
Alois Altmann (* 15. Dezember 1881 in Straubing; † im 20. Jahrhundert) war ein  deutscher Landrat.

## Leben
Alois Altmann studierte nach dem Abitur Rechtswissenschaften an der Ludwig-Maximilians-Universität München und der Julius-Maximilians-Universität Würzburg, absolvierte den juristischen Vorbereitungsdienst und legte 1907 das zweite juristische Staatsexamen (früher Staatskonkurs) in Ansbach ab. Zunächst als Rechtspraktikant bei der Regierung von Oberbayern eingesetzt, wurde er dort im Jahre 1909 Regierungsakzessist und im Jahr darauf Amtsanwalt bei der Polizeidirektion München.
Altmann wechselte in die Kommunalverwaltung und wurde zum 1. Dezember 1912  Assessor beim Bezirksamt Kronach und später in gleicher Funktion in Bad Brückenau. In die Staatsverwaltung zurückgekehrt, wurde er zum 1. Januar 1924 bei der Regierung von Schwaben zum Regierungsrat I. Klasse ernannt. 1929 erhielt er die Ernennung zum Bezirksamtsvorstand in Viechtach, wo er bis zu seinem Wechsel zur Bezirksregierung der Pfalz mit Sitz in Speyer im Amt blieb. Dort im Jahre 1936 zum Oberregierungsrat ernannt, wechselte er kurze Zeit später zur Regierung von Oberbayern, wo er bis zu seiner Amtsenthebung im Jahr 1945 tätig war. Im Entnazifizierungsverfahren wurde er als Mitläufer eingestuft und 1947 wieder eingestellt, bei gleichzeitiger Versetzung in den Ruhestand. 
Altmann war von 1916 bis 1918 Mitglied der Deutschen Vaterlandspartei und von 1922 bis 1924 in der Deutschen Volkspartei.
1933 wurde er Mitglied der SA, in der er Rottenführer war. Am 20. Mai 1937 beantragte er die Aufnahme in die NSDAP und wurde rückwirkend zum 1. Mai desselben Jahres aufgenommen (Mitgliedsnummer 4.247.117).